# Сказание о моём ровеснике
«Сказание о моём ровеснике» — повесть русского писателя Константина Воробьёва, написанная в 1960 году и повествующая о годах гражданской войны, нэпа и коллективизации в курской деревне Шелковка. В повести рассказывается о рождении и детстве Алексея Ястребова — главного героя одного из наиболее известных произведений писателя «Убиты под Москвой».

## История
Одна из наиболее ранних повестей писателя, написана в 1960 году. Первоначальный вариант повести печатался фрагментами в газете «Советская Литва» в 1959—60 гг. Впервые опубликована целиком в журнале «Молодая гвардия» (№11) в 1963 году под названием «Алексей, сын Алексея».
Повесть планировалась как часть большого повествования «Серебряная дорога», в котором нашли бы отражение и годы войны и пребывания героя в плену. Продолжением повести можно считать «Убиты под Москвой», где фигурирует повзрослевший курсант Алексей Ястребов.

## Сюжет
Действие происходит в селе Шелковка Курской области (родном селе писателя), где живёт семья Ястребовых — Матвей Егорович, его сыновья Петрак и Алексей и дочь Пелагея.
Во время гражданской войны, в июне 1919 года в село входит красноармейский продотряд, собирающий зерно для отправки в Петроград. В доме Матвея Ястребова останавливается матрос Алексей с женой-пулемётчицей Екатериной, у них 8-месячный сын Алексей. По доносу Кузьмы Ходукина, свата Ястребова, на село налетает белогвардейский полк, уничтожая всех красноармейцев. Гибнет Екатерина и молодой Алексей Ястребов, матроса расстреливают в Бешеной лощине, куда с ним ведут на расстрел и Матвея Егоровича. Однако в последний момент его оставляют в живых, а младенец остаётся в их доме, как бы заменив Ястребову погибшего сына Алексея. Петрак вскоре гибнет на гражданской войне, дед Матвей посвящает всё своё время воспитания Алексея, говоря ему, что он его родной внук.
Через несколько лет, когда Алексей начинает интересоваться судьбой своего отца, дед Матвей показывает ему могилу матроса под клёном, где ставит деревянный крест.
Осенью Алексей идёт в школу, а весной следующего года дед Матвей гибнет — тонет в вырытой им копани, не сумев выбраться из неё. Алексей остаётся с Пелагеей, которая хочет отдать его поводырём к слепому, а затем сама уходит по богомольным местам. Алексей ведёт хозяйство в одиночку.
Зимой 1930 года в селе проходит раскулачивание, под которое попадает Кузьма Ходукин, бывший при нэпе председателем сельсовета. Впоследствии тот, лишённый имущества и выселенный в землянку, вешается на сельском колодце-журавле.
Алексей, понимая, что сельчане не считают его «своим», уходит из села в Курск, «к своей армии».